# Kṛṣṇaismo
Con il termine  Kṛṣṇaismo o, con grafia anglicizzante Krishanismo, si indicano, negli studi indologici, quelle forme religiose e devozionali e quelle correnti teologiche, altrimenti indicate come viṣṇuite, ma che intendono Kṛṣṇa come Dio, la Persona suprema, il Bhagavat e non semplicemente una manifestazione, o un avatāra, per quanto completo (pūrṇāvatāra), di Visnù.
(Friedhel E. Hardy, Kṛṣṇaismo in Enciclopedia delle religioni, vol.9. Milano, Jaca Book, p. 209.)